# Carlos Ulrrico Cesco
| (1770) Schlesinger | 10. Mai 1967       |
| (1829) Dawson      | 6. Mai 1967        |
| (1867) Deiphobus   | 3. März 1971       |
| (1917) Cuyo        | 1. Januar 1968     |
| (1919) Clemence    | 16. September 1971 |
| (1920) Sarmiento   | 11. November 1971  |
| (1958) Chandra     | 24. September 1970 |
| (1991) Darwin      | 6. Mai 1967        |
| (2308) Schilt      | 6. Mai 1967        |
| (2399) Terradas    | 17. Juni 1971      |
| (2504) Gaviola     | 6. Mai 1967        |
| (3833) Calingasta  | 27. September 1971 |
| (5299) Bittesini   | 8. Juni 1969       |
| (5757) Tichá       | 6. Mai 1967        |
| (6810) Juanclaria  | 9. April 1969      |
| (8127) Boeuf       | 27. April 1967     |
| (8128) Nicomachus  | 6. Mai 1967        |
| (10450) Girard     | 6. Mai 1967        |
| (11437) Cardalda   | 16. September 1971 |
| (30720) 1969 GB    | 9. April 1969      |

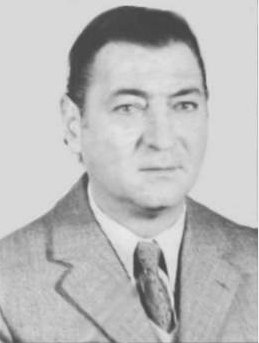
Carlos Ulrrico Cesco

Carlos Ulrrico Cesco (* 24. November 1910; † 5. November 1987) war ein argentinischer Astronom.
Cesco lebte den größten Teil seines Lebens in San Juan, Argentinien und entdeckte 20 Asteroiden. Nach ihm wurde das Carlos Cesco Observatorium benannt. Sein älterer Bruder Reynaldo Pedro Cesco war ebenfalls Astronom. Beide studierten an der Universidad Nacional de La Plata und der Asteroid (1571) Cesco ist nach ihnen benannt.